# Behnam Khalilikhosroshahi
Behnam Khalilikhosroshahi (né le 2 juin 1989) est un coureur cycliste iranien.

## Palmarès sur route

### Par années
- 2007
  -  Médaillé d'or du contre-la-montre aux Jeux d'Asie Juniors
  -  Médaillé d'argent sur route aux Jeux d'Asie Juniors
- 2008
  - 5e étape du Tour d'Azerbaïdjan
  - 3e étape du Tour of Milad du Nour
  - 4e étape du Kerman Tour
  - 5e étape du Taftan Tour
- 2009
  - 5e étape du Tour of Milad du Nour
- 2010
  - 1re étape du Tour de Singkarak (contre-la-montre par équipes)
- 2012
  - 2e du championnat d'Iran du contre-la-montre
- 2013
  -  Champion d'Iran du contre-la-montre
- 2014
  - 2e du championnat d'Iran du contre-la-montre
- 2022
  -  Champion d'Iran sur route

### Classements mondiaux
| Année                                 | 2008 | 2009 | 2010 | 2011 | 2012 | 2013 | 2014 | 2015 | 2016 | 2017  | 2018 | 2019 | 2020 | 2021  | 2022 | 2023  |
| ------------------------------------- | ---- | ---- | ---- | ---- | ---- | ---- | ---- | ---- | ---- | ----- | ---- | ---- | ---- | ----- | ---- | ----- |
| Classement mondial                    |      |      |      |      |      |      |      |      | nc   | 2300e | nc   | nc   | nc   | 2339e | 984e | 3282e |
| UCI Asia Tour                         | 93e  | 225e | 160e | 334e | nc   | 229e | 363e | nc   | nc   | 418e  | nc   | nc   | nc   | 181e  | 57e  | nc    |
|                                       |      |      |      |      |      |      |      |      |      |       |      |      |      |       |      |       |
| Légende : nc = non classéSource : UCI |      |      |      |      |      |      |      |      |      |       |      |      |      |       |      |       |

## Palmarès sur piste

### Championnats d'Asie
- Tenggarong 2009
  -  Médaillé d'argent de la poursuite par équipes
- Astana 2014
  -  Médaillé d'argent du scratch
  -  Médaillé de bronze de la poursuite
- Nakhon Ratchasima 2015
  -  Champion d'Asie du scratch